# Discografia de Poppy
A discografia da cantora e compositora norte-americana Poppy consiste em cinco álbuns de estúdio, três álbuns de trilhas sonoras, seis extended play (EPs), 39 singles (incluindo três como artista convidada), dois singles promocionais, e 34 videoclipes.
Assinando contrato com a Island Records em 2014, ela lançou seu single de estreia "Everybody Wants to Be Poppy" em junho de 2015. Seu EP de estreia, Bubblebath, seria lançado em fevereiro de 2016 e incluía o single aclamado pela crítica "Lowlife".
Ao longo de 2017, Poppy lançaria cinco singles, que mais tarde apareceriam em seu primeiro álbum de estúdio, Poppy.Computer, lançado em outubro daquele ano. O álbum foi incluído na lista dos 20 melhores álbuns pop de 2017 da Rolling Stone e alcançou o 11º lugar na Billboard Heatseekers Albums. Seu álbum seguinte, Am I a Girl?, foi lançado no final de 2018 e contou com a colaboração do DJ americano Diplo na canção "Time Is Up". A segunda metade do álbum contou com Poppy adotando um som mais influenciado pelo rock e nu metal, que ela expandiria em seu EP Choke, lançado em junho de 2019.
Em janeiro de 2020, Poppy lançou seu terceiro álbum de estúdio I Disagree. Mergulhando totalmente nas influências do rock e do metal que ela havia experimentado em seus trabalhos anteriores, rapidamente se tornou o álbum mais bem sucedido e aclamado de Poppy até aquele momento, e se tornou seu primeiro álbum a impactar a parada da Billboard 200, bem como em vários outros países, vendendo 7 mil cópias na semana de lançamento.

## Álbuns

### Álbuns de estúdio
| Título                                                        | Detalhes | Posição de pico nas paradas | Posição de pico nas paradas | Posição de pico nas paradas | Posição de pico nas paradas | Posição de pico nas paradas | Posição de pico nas paradas | Posição de pico nas paradas | Posição de pico nas paradas | Vendas       |
| Título                                                        | Detalhes | US                          | US Indie                    | US Rock                     | AUS Dig.                    | SCO                         | UK Sales                    | UK Indie                    | UK Rock                     | Vendas       |
| ------------------------------------------------------------- | --- | --------------------------- | --------------------------- | --------------------------- | --------------------------- | --------------------------- | --------------------------- | --------------------------- | --------------------------- | ------------ |
| Poppy.Computer                                                | - Lançamento: 6 de outubro de 2017 - Gravadora: I'm Poppy, Mad Decent - Formatos: CD, download digital, LP, streaming  | —                           | 33                          | —                           | —                           | —                           | —                           | —                           | —                           |              |
| Am I a Girl?                                                  | - Lançamento: 31 de outubro de 2018 - Gravadora: I'm Poppy, Mad Decent - Formatos: CD, download digital, LP, streaming | —                           | —                           | —                           | —                           | —                           | —                           | —                           | —                           |              |
| I Disagree                                                    | - Lançamento: 10 de janeiro de 2020 - Gravadora: Sumerian - Formatos: CD, download digital, LP, streaming              | 130                         | 12                          | 15                          | 19                          | 67                          | 48                          | 11                          | 1                           | - EUA: 7,000 |
| Flux                                                          | - Lançamento: 24 de setembro de 2021 - Gravadora: Sumerian - Formatos: CD, download digital, LP, streaming             | —                           | —                           | —                           | —                           | —                           | —                           | 40                          | 16                          | - EUA: 5,165 |
| Zig                                                           | - Lançamento: 27 de outubro de 2023 - Gravadora: Sumerian - Formatos: CD, download digital, LP, streaming              | —                           | —                           | —                           | —                           | 74                          | 58                          | —                           | —                           | - EUA: 6,160 |
| "—" denota que o trabalho não figurou na parada daquele país. | |                             |                             |                             |                             |                             |                             |                             |                             |              |

### Relançamentos
| Título            | Detalhes                                                                                             | Posição de pico |
| Título            | Detalhes                                                                                             | UK Indie Break. |
| ----------------- | --- | --------------- |
| I Disagree (More) | - Lançamento: 14 de agosto de 2020 - Gravadora: Sumerian - Formatos: download digital, LP, streaming | 19              |

### Álbuns de trilha sonora
| Título                   | Detalhes |
| ------------------------ | --- |
| 3:36 (Music to Sleep To) | - Lançamento: 17 de outubro de 2016 - Gravadora: Nenhuma (independente) - Formatos: download digital, streaming |
| I C U: Music to Read To  | - Lançamento: 19 de julho de 2019 - Gravadora: I'm Poppy - Formatos: download digital, LP, streaming            |
| Music to Scream To       | - Lançamento: 20 de outubro de 2020 - Gravadora: Sumerian - Formatos: download digital, LP, streaming           |

## Extended plays
| Título                 | Detalhes | Vendas     |
| ---------------------- | --- | ---------- |
| Bubblebath             | - Lançamento: 12 de fevereiro de 2016 - Gravadora: Island - Formatos: download digital, streaming                      |            |
| Poppy.Remixes          | - Lançamento: 16 de março de 2018 - Gravadora: I'm Poppy, Mad Decent - Formatos: download digital, streaming           |            |
| Choke                  | - Lançamento: 28 de junho de 2019 - Gravadora: I'm Poppy, Mad Decent - Formatos: cassette, download digital, streaming |            |
| A Very Poppy Christmas | - Lançamento: 1 de dezembro de 2020 - Gravadora: Sumerian - Formatos: download digital, streaming, vinil               | - EUA: 960 |
| Eat (NXT Soundtrack)   | - Lançamento: 8 de junho de 2021 - Gravadora: Sumerian - Formatos: Cassette, download digital, streaming, vinil        | - EUA: 720 |
| Stagger                | - Lançamento: 14 de outubro de 2022 - Gravadora: Republic, Lava - Formatos: download digital, streaming, vinil         | - EUA: 185 |

## Singles

### Como artista principal
| Título                                                        | Ano  | Posição de pico nas paradas | Posição de pico nas paradas | Posição de pico nas paradas | Àlbum                                                     |
| Título                                                        | Ano  | US Rock                     | UK Vendas                   | UK Rock                     | Àlbum                                                     |
| ------------------------------------------------------------- | ---- | --------------------------- | --------------------------- | --------------------------- | --------------------------------------------------------- |
| "Everybody Wants to Be Poppy"                                 | 2015 | —                           | —                           | —                           | Não faz parte de um álbum                                 |
| "Lowlife" (solo ou com Travis Mills)                          | 2015 | —                           | —                           | —                           | Bubblebath                                                |
| "I'm Poppy"                                                   | 2017 | —                           | —                           | —                           | Poppy.Computer                                            |
| "Computer Boy"                                                | 2017 | —                           | —                           | —                           | Poppy.Computer                                            |
| "Let's Make a Video"                                          | 2017 | —                           | —                           | —                           | Poppy.Computer                                            |
| "Interweb"                                                    | 2017 | —                           | —                           | —                           | Poppy.Computer                                            |
| "My Style" (com Charlotte)                                    | 2017 | —                           | —                           | —                           | Poppy.Computer                                            |
| "Metal"                                                       | 2018 | —                           | —                           | —                           | Não faz parte de um álbum                                 |
| "In a Minute"                                                 | 2018 | —                           | —                           | —                           | Am I a Girl?                                              |
| "Time Is Up" (com Diplo)                                      | 2018 | —                           | —                           | —                           | Am I a Girl?                                              |
| "Fashion After All"                                           | 2018 | —                           | —                           | —                           | Am I a Girl?                                              |
| "Hard Feelings"                                               | 2018 | —                           | —                           | —                           | Am I a Girl?                                              |
| "X"                                                           | 2018 | —                           | —                           | —                           | Am I a Girl?                                              |
| "Voicemail"                                                   | 2019 | —                           | —                           | —                           | Choke                                                     |
| "Scary Mask" (com Fever 333)                                  | 2019 | —                           | —                           | —                           | Choke                                                     |
| "Choke"                                                       | 2019 | —                           | —                           | —                           | Choke                                                     |
| "Concrete"                                                    | 2019 | —                           | —                           | —                           | I Disagree                                                |
| "I Disagree"                                                  | 2019 | —                           | —                           | —                           | I Disagree                                                |
| "Bloodmoney"                                                  | 2019 | —                           | —                           | —                           | I Disagree                                                |
| "Fill the Crown"                                              | 2019 | —                           | —                           | —                           | I Disagree                                                |
| "All the Things She Said"                                     | 2020 | 41                          | —                           | —                           | Não faz parte de um álbum                                 |
| "Khaos x4"                                                    | 2020 | —                           | —                           | —                           | I Disagree (More)                                         |
| "I Won't Be Home for Christmas"                               | 2020 | —                           | —                           | —                           | A Very Poppy Christmas                                    |
| "Fear of Dying"                                               | 2021 | —                           | —                           | —                           | Não faz parte de um álbum                                 |
| "Her"                                                         | 2021 | —                           | —                           | —                           | Flux                                                      |
| "Flux"                                                        | 2021 | —                           | —                           | —                           | Flux                                                      |
| "So Mean"                                                     | 2021 | —                           | —                           | —                           | Flux                                                      |
| "Dead Flowers" (com Health)                                   | 2021 | —                           | —                           | —                           | Disco4: Part II                                           |
| "FYB"                                                         | 2022 | —                           | —                           | —                           | Stagger                                                   |
| "Church Outfit"                                               | 2023 | —                           | —                           | —                           | Zig                                                       |
| "Spit"                                                        | 2023 | —                           | —                           | —                           | Não faz parte de um álbum                                 |
| "Knockoff"                                                    | 2023 | —                           | —                           | —                           | Zig                                                       |
| "Motorbike"                                                   | 2023 | —                           | —                           | —                           | Zig                                                       |
| "Hard"                                                        | 2023 | —                           | —                           | —                           | Zig                                                       |
| "Moonage Daydream"                                            | 2023 | —                           | —                           | —                           | Divinity Soundtrack: Music Inspired by the Motion Picture |
| "V.A.N" (com Bad Omens)                                       | 2024 | 39                          | 88                          | 25                          | Concrete Forever                                          |
| "—" denota que o trabalho não figurou na parada daquele país. |      |                             |                             |                             |                                                           |

### Como artista convidada
| Título                                                          | Ano  | Álbum                       |
| --------------------------------------------------------------- | ---- | --------------------------- |
| "Between the Bars" (Roman com Poppy)                            | 2012 | Não fazem parte de um álbum |
| "Hide and Seek" (Eppic com Poppy)                               | 2013 | Não fazem parte de um álbum |
| "They'll Just Love You" (Stu Brooks com Poppy and Danny Elfman) | 2023 | 40HZ                        |

### Singlespromocionais
| Título             | Ano  | Álbum                       |
| ------------------ | ---- | --------------------------- |
| "Adored"           | 2016 | Não fazem parte de um álbum |
| "Immature Couture" | 2018 | Não fazem parte de um álbum |

## Outras canções nas paradas
| Título            | Ano  | Posição de pico | Posição de pico | Álbum                  |
| Título            | Ano  | SCO             | UK Phy.         | Álbum                  |
| ----------------- | ---- | --------------- | --------------- | ---------------------- |
| "I Like Presents" | 2020 | 24              | 29              | A Very Poppy Christmas |

## Participações especiais
| Título               | Ano  | Artista(s)                 | Álbum                                          |
| -------------------- | ---- | -------------------------- | ---------------------------------------------- |
| "Losing My Religion" | 2012 | Nenhum                     | All About Me: Extras                           |
| "Fade into You"      | 2014 | Tommy Miller               | Covers & Mashups - Volume 1                    |
| "Breezeblocks"       | 2014 | Kurt Hunter, Tony Hundtoft | Covers & Mashups - Volume 1                    |
| "Just My Type"       | 2020 | We Bare Bears              | We Bare Bears (Original Television Soundtrack) |
| "Suffocate"          | 2024 | Knocked Loose              | You Won't Go Before You're Supposed To         |

## Videoclipes
| Título                    | Ano                    | Artista(s) convidados   | Diretor(es)              | Ref.                   |
| Como artista principal    | Como artista principal | Como artista principal  | Como artista principal   | Como artista principal |
| ------------------------- | ---------------------- | ----------------------- | ------------------------ | ---------------------- |
| "Lowlife"                 | 2015                   | Nenhum                  | Titanic Sinclair         | [ 70 ]                 |
| "Money"                   | 2016                   | Nenhum                  | Titanic Sinclair         | [ 71 ]                 |
| "Computer Boy"            | 2017                   | Nenhum                  | Titanic Sinclair         | [ 30 ]                 |
| "Let's Make a Video"      | 2017                   | Nenhum                  | Titanic Sinclair         | [ 31 ]                 |
| "Interweb"                | 2017                   | Nenhum                  | Titanic Sinclair         | [ 72 ]                 |
| "Moshi Moshi"             | 2017                   | Nenhum                  | Titanic Sinclair         | [ 73 ]                 |
| "Bleach Blonde Baby"      | 2017                   | Nenhum                  | Titanic Sinclair         | [ 74 ]                 |
| "Time Is Up"              | 2018                   | Diplo                   | Titanic Sinclair         | [ 75 ]                 |
| "X"                       | 2018                   | Nenhum                  | Titanic Sinclair         | [ 76 ]                 |
| "Voicemail"               | 2019                   | Nenhum                  | Titanic Sinclair         | [ 36 ]                 |
| "Scary Mask"              | 2019                   | Fever 333               | Titanic Sinclair         | [ 77 ]                 |
| "Concrete"                | 2019                   | Nenhum                  | Titanic Sinclair         | [ 39 ]                 |
| "I Disagree"              | 2019                   | Nenhum                  | Titanic Sinclair         | [ 40 ]                 |
| "Bloodmoney"              | 2019                   | Nenhum                  | Titanic Sinclair         | [ 41 ]                 |
| "Fill the Crown"          | 2019                   | Nenhum                  | Titanic Sinclair         | [ 42 ]                 |
| "Anything Like Me"        | 2020                   | Nenhum                  | Jesse Draxler Poppy      | [ 78 ]                 |
| "Sit/Stay"                | 2020                   | Nenhum                  | Poppy                    | [ 79 ]                 |
| "All the Things She Said" | 2020                   | Nenhum                  | Poppy                    | [ 43 ]                 |
| "Her"                     | 2021                   | Nenhum                  | Chris Ullens             | [ 47 ]                 |
| "Flux"                    | 2021                   | Nenhum                  | Poppy                    | [ 48 ]                 |
| "So Mean"                 | 2021                   | Nenhum                  | Poppy                    | [ 49 ]                 |
| "Dead Flowers"            | 2021                   | Health                  | Health                   | [ 50 ]                 |
| "FYB"                     | 2022                   | Nenhum                  | Poppy Garrett Nicholson  | [ 51 ]                 |
| "Stagger"                 | 2022                   | Nenhum                  | Poppy                    | [ 80 ]                 |
| "Church Outfit"           | 2023                   | Nenhum                  | Poppy Conner Bell        | [ 52 ] [ 53 ] [ 54 ]   |
| "Spit"                    | 2023                   | Nenhum                  | Jim Louvau Tony Aguilera | [ 55 ]                 |
| "Knockoff"                | 2023                   | Nenhum                  | Le3ay Studio             | [ 56 ]                 |
| "Motorbike"               | 2023                   | Nenhum                  | Garrett Nicholson Poppy  | [ 57 ]                 |
| "Hard"                    | 2023                   | Nenhum                  | Garrett Nicholson Poppy  | [ 58 ]                 |
| "Zig"                     | 2023                   | Nenhum                  | Garrett Nicholson Poppy  | [ 81 ]                 |
| "Flicker"                 | 2023                   | Nenhum                  | Le3ay Studio             | [ 82 ]                 |
| "V.A.N"                   | 2024                   | Bad Omens               | Garrett Nicholson Poppy  | [ 60 ]                 |
| Como artista convidada    |                        |                         |                          |                        |
| "Hide and Seek"           | 2014                   | Eppic                   | Jimmy Bates Fifgen Films | [ 83 ]                 |
| "They'll Just Love You"   | 2023                   | Stu Brooks Danny Elfman | Dark Detalhes            | [ 63 ]                 |

## Créditos de compoisção
| Título              | Ano  | Artista(s)        | Álbum                     |
| ------------------- | ---- | ----------------- | ------------------------- |
| "Won't Change"      | 2014 | 501 Protohype Ras | Crystallize               |
| "Down for Whatever" | 2015 | Chelsea Lankes    | Não faz parte de um álbum |
| "Misery"            | 2021 | Brett Manning     | Love Justice              |
| "What If I"         | 2021 | Brett Manning     | Love Justice              |